# Diphascon rudnickii
Espèce
Diphascon rudnickii est une espèce de tardigrades de la famille des Hypsibiidae. 

## Distribution
Cette espèce est endémique de l'archipel Argentine en Antarctique.

## Étymologie
Cette espèce est nommée en l'honneur de Stepan Rudnicki.

## Publication originale
- Kaczmarek, Parnikoza, Gawlak, Esefeld, Peter, Kozeretska & Roszkowska, 2017 : Tardigrades from Larus dominicanus Lichtenstein, 1823 nests on the Argentine Islands (maritime Antarctic). Polar Biology, p. 1–19.